# Carlos Alberto (football, 1944)
Pour les articles homonymes, voir Carlos Alberto.
Carlos Alberto, de son nom complet Carlos Alberto Torres, est un footballeur brésilien né le 17 juillet 1944 à Rio de Janeiro et mort le 25 octobre 2016 dans la même ville.
Il occupe le poste d'arrière droit ou de défenseur central. Il est considéré comme l'un des meilleurs défenseurs de tous les temps. Surnommé O Capitão do Tri (le Capitaine de la troisième), ou plus simplement O Capitão, il est le capitaine de l’équipe du Brésil qui gagne son troisième titre lors de la coupe du monde 1970 au Mexique et marque le dernier but de son équipe durant la finale contre l'Italie. Ce but est considéré comme l'un des buts collectifs les plus beaux de l'histoire de la compétition.
Il fait partie de l'équipe mondiale du XXe siècle et est nommé en 2004 par Pelé dans la liste FIFA 100. Il est intronisé au Hall of Fame brésilien du football ainsi qu'au Hall of Fame américain du football. 
En janvier 2013, il est nommé ambassadeur de la Coupe du monde 2014 au Brésil aux côtés de Romário, Bebeto, Mário Zagallo, Amarildo et Marta.
Il meurt d'un infarctus le 25 octobre 2016.

## Biographie

### Carrière en club

#### Carrière au Brésil
Carlos Alberto rejoint Fluminense à l'âge de 19 ans. Il se fait rapidement un nom dans l'équipe, et ce dès sa première saison au club, grâce à ses qualités défensives et sa vision du jeu mais aussi une faculté à dribbler mais également à faire jouer ses coéquipiers, des qualités rares pour des défenseurs à cette époque. En 1966, il part dans le club de Santos où il rejoint son coéquipier Pelé. En 1974, il revient à Fluminense et permet au club de remporter deux championnats de Rio consécutifs. Trois ans après, en 1977, il part à Flamengo, le plus grand rival de Fluminense. 

#### Fin de carrière en NASL
Malgré son succès au Brésil, Carlos Torres rejoint le club de New York Cosmos en 1977. Il arrive le jour de la panne de courant new yorkaise et retrouve son ancien coéquipier et ami Pelé. Il aide son club à remporter deux titres consécutifs de NASL en 1979 et 1980. Après une année passée au club de California Surf, il revient à New York et remporte un troisième titre de NASL avec son club en 1982. Au cours de ses cinq années en NASL, il est élu à cinq reprises dans l'équipe All-Stars de l'année et marque huit buts en 119 matchs de saison régulière et 26 matchs de playoff. Il fait ses adieux le 28 septembre 1982 lors d'un match entre le Cosmos et son ancien club de Flamengo.

### Carrière internationale

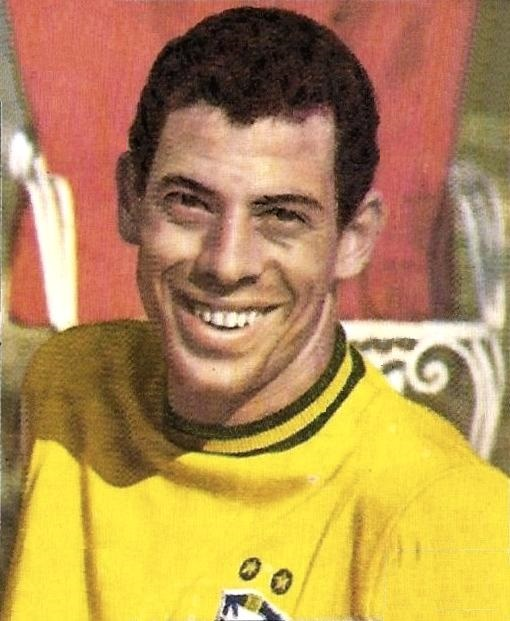
Carlos Alberto Torres en 1970.

Entre 1964 et 1977, Carlos Alberto Torres est sélectionné à 53 reprises et marque huit buts avec le Brésil. En 1966, il fait partie de la liste de quarante-quatre joueurs susceptibles de participer à la Coupe du monde 1966 mais il n'est pas retenu dans la liste finale de vingt-deux joueurs,. Lors de cette édition de la Coupe du monde, en Angleterre, le Brésil est éliminé lors des phases de groupes. Lorsque João Saldanha est chargé de redorer le blason de la Selecao, il reconnait les capacités de Carlos Alberto à diriger une équipe et décide de faire de lui le nouveau capitaine du Brésil. Son caractère extraverti convient également pour tenir ce rôle de leader du groupe. Il est donc le capitaine de l'équipe du Brésil victorieuse de la Coupe du monde 1970 au Mexique. Malgré sa position d’arrière, Carlos Alberto marque le dernier but lors de la finale face à l'Italie - sur une passe aveugle de Pelé. Ce but est considéré comme l'un des plus beaux marqués dans la compétition,. 1970 correspond à la meilleure année de sa carrière avec le Brésil. Il ne peut pas participer à la Coupe du monde 1974 à cause d'une blessure persistante au genou. Lorsqu'il retrouve une certaine forme physique, sa vitesse a nettement diminué. Néanmoins, sa vision du jeu qui permet de compenser sa faible vitesse, lui permet d'occuper le poste de défenseur central. Après un certain regain de forme, il est à nouveau sélectionné avec le Brésil. En 1977, son sélectionneur Cláudio Coutinho l'appelle pour être le capitaine de la Selecao lors des trois premiers matchs de qualification pour la Coupe du monde 1978. Il effectue de bonnes prestations malgré sept ans d'absence en sélection nationale. Il approche des 33 ans lorsqu'il prend sa retraite internationale et rejoint immédiatement le Cosmos de New York. Aujourd'hui encore, il est considéré comme l'un des meilleurs joueurs ayant porté les couleurs du Brésil.

### Carrière d'entraîneur
Il commence sa carrière d'entraîneur en 1983, dans son ancien club de Flamengo. Il dirige les équipes de nombreux autres clubs comme le club de Corinthians en 1985 et 1986, le Clube Náutico Capibaribe en 1987 et 1988, les Miami Sharks en 1988, le Once Caldas en 1989 et 1990, le club de Club de Fútbol Monterrey en 1991-1992 ou encore le Club Tijuana en 1992. Il passe ensuite cinq ans à Botafogo, entre 1993 et 1998 avant d'entraîner l'Atlético Mineiro en 1998. Il part l'année suivante au Mexique et rejoint le Queretaro FC, avant d'entraîner l'Union magdalena en Colombie en 2000 et 2001. Il revient au Brésil à Botafogo entre 2002 et 2003 et rejoint le Paysandu Sport Club en 2005.
Il est également entraîneur adjoint de l'équipe du Nigeria et de la sélection d'Oman. Le 14 février 2004, il est désigné sélectionneur de la sélection nationale d'Azerbaïdjan. Il quitte ses fonctions le 4 juin 2005 après une défaite face à la Pologne, match durant lequel il assaille l'arbitre assistant et entre sur la pelouse en suggérant que l'arbitre a été soudoyé.

## Statistiques

### En club
| Saison                | Club                  | Championnat           | Championnat | Championnat | Coupe(s) nationale(s) | Coupe(s) nationale(s) | Total | Total |
| Saison                | Club                  | Division              | M.          | B.          | M.                    | B.                    | M.    | B.    |
| 1963-1966             | Fluminense            | Brasileirão           | 98          | 9           | -                     | -                     | 98    | 9     |
| Sous-total            | Sous-total            | Sous-total            | 98          | 9           | -                     | -                     | 98    | 9     |
| 1966-1970             | Santos                | Brasileirão           | 395         | 32          | -                     | -                     | 395   | 32    |
| 1971                  | Santos                | Brasileirão           | 2           | 0           | -                     | -                     | 2     | 0     |
| 1972                  | Santos                | Brasileirão           | 20          | 2           | -                     | -                     | 20    | 2     |
| 1973                  | Santos                | Brasileirão           | 28          | 6           | -                     | -                     | 28    | 6     |
| Sous-total            | Sous-total            | Sous-total            | 445         | 40          | -                     | -                     | 445   | 40    |
| 1974                  | Fluminense            | Brasileirão           | 16          | 1           | -                     | -                     | 16    | 1     |
| 1975                  | Fluminense            | Brasileirão           | 18          | 0           | -                     | -                     | 18    | 0     |
| 1976                  | Fluminense            | Brasileirão           | 19          | 3           | -                     | -                     | 19    | 3     |
| Sous-total            | Sous-total            | Sous-total            | 53          | 4           | -                     | -                     | 53    | 4     |
| 1977                  | CR Flamengo           | Brasileirão           | 28          | 3           | -                     | -                     | 28    | 3     |
| Sous-total            | Sous-total            | Sous-total            | 28          | 3           | -                     | -                     | 28    | 3     |
| 1977                  | New York Cosmos       | NASL                  | 4           | 0           | -                     | -                     | 4     | 0     |
| 1978                  | New York Cosmos       | NASL                  | 25          | 2           | -                     | -                     | 25    | 2     |
| 1979                  | New York Cosmos       | NASL                  | 28          | 2           | -                     | -                     | 28    | 2     |
| 1980                  | New York Cosmos       | NASL                  | 23          | 2           | -                     | -                     | 23    | 2     |
| Sous-total            | Sous-total            | Sous-total            | 80          | 6           | -                     | -                     | 80    | 6     |
| 1981                  | Newport Beach         | NASL                  | 19          | 2           | -                     | -                     | 19    | 2     |
| Sous-total            | Sous-total            | Sous-total            | 19          | 2           | -                     | -                     | 19    | 2     |
| 1982                  | New York Cosmos       | NASL                  | 20          | 0           | -                     | -                     | 20    | 0     |
| Sous-total            | Sous-total            | Sous-total            | 20          | 0           | -                     | -                     | 20    | 0     |
| Total sur la carrière | Total sur la carrière | Total sur la carrière | 743         | 64          | -                     | -                     | 743   | 64    |

### En sélection nationale
| Équipe du Brésil | Équipe du Brésil | Équipe du Brésil |
| Année            | Matchs           | Buts             |
| ---------------- | ---------------- | ---------------- |
| 1964             | 3                | 0                |
| 1965             | 1                | 0                |
| 1966             | 3                | 0                |
| 1967             | 0                | 0                |
| 1968             | 18               | 5                |
| 1969             | 9                | 0                |
| 1970             | 14               | 2                |
| 1971             | 0                | 0                |
| 1972             | 1                | 1                |
| 1973             | 0                | 0                |
| 1974             | 0                | 0                |
| 1975             | 0                | 0                |
| 1976             | 1                | 0                |
| 1977             | 3                | 0                |
| Total            | 53               | 8                |

## Palmarès

### En tant que joueur
Avec le club de Fluminense, il remporte le Championnat de Rio de Janeiro de football à trois reprises, en 1964, 1975 et 1976 ainsi que deux coupes Guanabara en 1966 et 1975. Chez les rivaux de Santos, il est champion de Sao Paulo en 1965, 1967, 1968, 1969 et 1973 (5). Il gagne la Recopa Sudamericana et le Tournoi Roberto Gomes Pedrosa en 1968. En cinq années aux États-Unis, il remporte trois titres de NASL en 1979, 1980 et 1982,. 
Avec l'équipe du Brésil, il est champion du monde en 1970.

### En tant qu'entraîneur
Avec le club de Botafogo, Carlos Torres remporte la Copa CONMEBOL en 1993. 